# Ludmiła Sziszowa
Ludmiła Nikołajewna Sziszowa (ros. Людмила Николаевна Шишова, ur. 1 czerwca 1940 w Niżnym Nowogrodzie, zm. 21 lutego 2004 tamże) – radziecka florecistka, dwukrotna medalistka olimpijska.
Na igrzyskach olimpijskich w Rzymie w 1960 roku razem z Galiną Gorochową, Tatjaną Pietrienko, Walentiną Rastworową, Walentiną Prudskową i Aleksandrą Zabieliną zwyciężyła w zawodach drużynowych. Brała też udział w igrzyskach olimpijskich w Tokio w 1964 roku, gdzie reprezentacja ZSRR w składzie: Rastworowa, Pietrienko, Sziszowa, Prudskowa i Gorochowa zdobyła drużynowo srebrny medal. W obu przypadkach w rywalizacji indywidualnej nie startowała.
Nie zdobyła medalu mistrzostw świata.
Po zakończeniu kariery pracowała między innymi jako trenerka. Odznaczona Medalem „Za pracowniczą wybitność”.